# مرگ گرت ویلیامز
گرت وین ویلیامز (به انگلیسی: Gareth Wyn Williams)،۲۶ سپتامبر ۱۹۷۸ - حدود ۱۶ اوت ۲۰۱۰) یک ریاضیدان ولزی و تحلیلگر جوان برای GCHQ بود که عضو سرویس اطلاعات مخفی (SIS یا MI6) بود. جسد این مرد ۳۱ ساله در شرایط مشکوکی در یک آپارتمان امن سرویس امنیتی در پیملیکو یافت شد. بدن برهنهٔ او در تاریخ ۲۳ اوت ۲۰۱۰ در حمام خانه و در ساک قفل دار کوچکی پیدا شد. تحقیقات نشان داد که مرگ او «غیرطبیعی بود و احتمالاً با واسطه‌گری جنایی انجام شده‌است.» 
دو منبع ارشد پلیس بریتانیا گفته‌اند که برخی از کارهای ویلیامز بر روسیه متمرکز بوده‌است - و یکی از گزارش‌ها تأیید کرد که او به آژانس امنیت ملی ایالات متحده کمک کرده‌است تا مسیرهای بین‌المللی پولشویی را که توسط گروه‌های جنایتکار سازمان‌یافته از جمله سلول‌های مافیایی مستقر در مسکو استفاده می‌شود، ردیابی کند.

## پس‌زمینه
گرت ویلیامز اصالتا اهل روستایی به نام ولی، واقع در ساحل غربی انگلسی، در ولز بود. زبان ولزی  زبان مادری‌اش بود. در مدرسه دانش‌آموزی ممتاز بود به‌ویژه در ریاضیات و کامپیوتر. وقتی هنوز در دوره متوسطه دوم تحصیل می‌کرد، به توصیه مدرسه، دانشگاه بنگور او را به عنوان دانشجوی پاره‌وقت پذیرفت. ویلیامز در دانشگاه بنگور ریاضیات خواند و در ۱۷ سالگی با درجه ممتاز فارغ‌التحصیل شد. در ۱۸ سالگی دوره دکترا را آغاز کرد و مدرک پی‌اچ‌دپی‌اش را از دانشگاه منچستر گرفت. ۲۱ ساله بود که از سوی سرویس‌های امنیتی بریتانیا  با او تماس گرفته شد و در ستاد ارتباطات دولت (GCHQ) مشغول به کار شد. همزمان در یک دوره ریاضیات پیشرفته در کالج سنت کاترین، کمبریج هم ثبت‌نام کرد اما به خاطر تداخل تحصیل با مسئولیت‌های شغلی، نتوانست دوره را تمام کند و یک سال بعد تحصیل را رها کرد. با توجه به ماهیت شغل او، روشن نیست که چه مسئولیت‌هایی در GCHQ برعهده داشته است. در گزارش‌های رسمی آمده است که او در زمینه اپلیکیشن‌های کابردی برای تکنولوژی‌های نوظهور فعالیت داشت و کار او جزء کارهای پرخطر محسوب نمی‌شده و حیطه فعالیت او منحصر به بریتانیا بوده است.  اما به گفته کسانی که پیش‌تر در این ستاد شاغل بودند، او در حوزه‌های حساسی وارد شده بود که از نظر تئوری ممکن بود او را در معرض دشمنان بریتانیا قرار دهد. 

## مرگ
گرت ویلیامز آخرین بار در ۱۵ اوت ۲۰۱۰ در لندن دیده شد.  ۲۳ اوت ۲۰۱۰،  همکاران ویلیامز، غیبت او را به پلیس گزارش دادند.  پلیس در ساعت ۱۶:۴۰ وارد آپارتمان ویلیامز شد و بقایای در حال تجزیه او را در چمدانی قرمز رنگ در وان حمام پیدا کرد. در چمدان از بیرون با قفل آویز قفل شده بود. کلید داخل چمدان بود. روی چمدان آثار دی‌ان‌ای دست‌کم دو نفر دیگر پیدا شد اما قابل شناسایی نبود. در آپارتمان نشانه‌ای از ورود به زور یا اثری که حضور شخص ثالث در آپارتمان را تایید کند یافت نشد. روی بدن ویلیامز اثری از درگیری نبود. اما بر اساس گزارش اسکاتلندیارد اثر انگشت ویلیامز هم روی چمدان یا روی لبه وان نبود که می‌تواند از دخالت شخص ثالث در مرگ او حکایت کند. 